# Классический науатль
Классический науатль (самоназвание — Nāhuatlahtōlli) — разновидность языка науатль, которая служила лингва-франка в долине Мехико и в центральной Мексике во время испанского вторжения в Мексику в XVI веке. В течение следующих веков он вытеснялся испанским языком и распался на несколько диалектов, на которых говорят в настоящее время (другие современные диалекты происходят непосредственно от других вариантов XVI века). Хотя в настоящее время классический науатль является мёртвым языком, сохранились многочисленные письменные памятники на нём, записанные с помощью латинского алфавита.

## Письменность
В Википедии на классическом науатль используется латинский шрифт, включая 4 гласные с макронами, или долгие гласные: ā, ē, ī, ō. Многие буквы, включая b или k, также используются в заимствованных названиях, в таких как Francitlān («Франция»).
В алфавите классического науатль 25 букв:
Примечания:
- c перед e и i читается как [s], а в остальных случаях — как [k].
- cu (перед гласной) / uc (перед согласной или в конце слова) используется для записи звука [kʷ].
- h означает звук, который в традиционных испаноязычных грамматиках называется сальтильо и реализуется либо как гортанная смычка, либо как [h].
- hu (перед гласной) / uh (перед согласной или в конце слова) передает [w].
- qu используется только в сочетания que, qui, quē, quī для передачи сочетания звуков [ke], [ki], [kē], [kī].
- x передает звук [ʃ].
- z используется для записи [s] перед согласными, буквами a и o, а также в конце слова.
- Буквы или буквосочетания, обозначенные знаком (*), не имеют формы заглавной буквы в заимствованных словах.

## Диалекты
В классическом науатле различаются несколько диалектов. Среди них диалекты городов Тескоко, Теночтитлан, Чалько, Тласкала, Тепейакак и Кваунауак. В столице Ацтекской империи, Теночтитлане, выделялось два говора: знатных людей, pillahtolli, и простых людей, macehuallahtolli.

## Лингвистическая характеристика

### Фонетика и фонология

#### Гласные
|                | Передний ряд | Задний ряд |
| -------------- | ------------ | ---------- |
| Нижний подъём  | i, iː        | o, oː      |
| Средний подъём | e, eː        | o, oː      |
| Верхний подъём | a, aː        | a, aː      |

#### Согласные
Согласные звуки классического науатля:
|          | Губ. | Зуб.     | Зуб.    | Палатал. | Веляр.  | Веляр. | Глот. |
| центр.   | Губ. | латерал. | простые | Палатал. | лабиал. |        | Глот. |
| -------- | ---- | -------- | ------- | -------- | ------- | ------ | ----- |
| Нос.     | m    | n        |         |          |         |        |       |
| Взрыв.   | p    | t        |         |          | k       | kʷ     | ʔ     |
| Фрикат.  |      | s        |         | ʃ        |         |        | ʔ     |
| Аффр.    |      | ts       | tɬ      | tʃ       |         |        |       |
| Аппрокс. |      |          | l       | j        |         | w      |       |

### Морфология
Классический науатль является полисинтетическим языком, в его морфологии используется много приставок и суффиксов. Имеется три основных части речи: глагол, существительное и частица. Прилагательные тоже выделяются, но обычно ведут себя как существительные. Немногие существующие наречия попадают в разряд частиц.

#### Существительное
Существительные в классическом науатль делятся на два разряда: одушевлённые и неодушевлённые. Разница между ними заключается в том, что неодушевлённые существительные не могут иметь формы множественного числа, хотя в большинстве современных диалектов языка она есть у всех существительных. Имеется категория числа и принадлежности.
Существительное может вести себя как глагол, имея в таком случае значение «быть чем-то или кем-то», например, ti + amolnamacac «торговец мылом» = tamolnamacac «Ты торговец мылом».
Показателями именительного падежа являются -tl после гласных (ā-tl «вода») и -tli после согласных, которые ассимилируются с /l/ в конце корня (tōch-tli «кролик», но cal-li «дом»). Некоторые существительные в именительном падеже заканчиваются на -in (mich-in «рыба»). Показатели именительного падежа исчезают в большинстве производных слов: tōch-cal-li «кроличья нора», mich-matla-tl «рыболовная сеть». Существительное с показателем принадлежности не имеют показателя именительного падежа.

##### Число
- Показатель именительного падежа единственного числа имеет три вида: -tl/tli, -lin/-in, некоторые существительные его не присоединяют.
- Показатель именительного падежа множественного числа имеет три вида: -tin, -meh или просто гортанная смычка -h. Иногда появляется также редупликация первого или второго слога корня, при этом редуплицированный гласный становится долгим.
- Принадлежащие существительные в единственном числе имеют два показателя: -uh (в основах, заканчивающихся на гласный) и -Ø (на согласный).
- Принадлежащие существительные во множественном числе имеют показатель -huān.

Только одушевлённые существительные могут иметь форму множественного числа. Они включают большинство живых существ, но также и такие слова, как tepētl «гора», citlālin «звезда» и другие.
|                 | -h              | -tin                 | -meh            |
| --------------- | --------------- | -------------------- | --------------- |
| С редупликацией | teōtl, tēteoh   | tōchtli, tōtōchtin   | Нет             |
| Без             | cihuātl, cihuāh | oquichtli, oquichtin | michin, michmeh |

Имеются и другие показатели множественного числа.

#### Склонение существительных
| Им. п. ед. ч.           | cihuātl «женщина, жена» | oquichtli «мужчина, муж»   | totōlin «индейка»         | tlācatl «человек»                 |
| Им. п. мн. ж.           | cihuāh «женщины»        | oquichtin «мужчины, мужья» | totōlmeh «индейки»        | tlatlācah «люди»                  |
| Принадлежащее в ед. ч.  | nocihuāuh «моя жена»    | noquich «мой муж»          | nototōl «моя индейка»     | notlācauh «мой человек (мой раб)» |
| Принадлежащее во мнж ч. | nocihuāhuān «мои жёны»  | noquichhuān «мои мужья»    | nototōlhuān «мои индейки» | notlācahuān «мои рабы»            |

##### Приставки принадлежности
| 1 л. ед .ч.            | no-          |
| 2 л. ед. ч.            | mo-          |
| 3 л. ед .ч.            | ī-           |
| 1 л. мн. ч.            | to-          |
| 2 лицо мн. ч.          | amo-,        |
| 3 л. мн. ч.            | īn- / īm-    |
| Неизвестный обладатель | tē- «чьё-то» |

Суффикс -yo может быть добавлен к принадлежащему существительному и указывает на его неотчуждаемость. Например, и nonac, и nonacayo (от nacatl) означают «моя плоть», но nonac означает мясо, которое будут есть, а nonacayo — мясо, которое составляет чьё-то тело.

##### Словообразование
- -tia образует от существительного X глагол со значением «обеспечить с X» или «стать X».
- -huia образует от существительного X глагол со значением использовать X или «обеспечить с Х».
- -yōtl образует абстрактное существительное.
- -yoh образует существительное от существительного Х со значением «существительное, полное Х» или «существительное, которое имеет много Х».

#### Глагол
Все глаголы в классическом науатль имеют приставки, указывающие на лицо и число; добавляется также суффикс, помечающий субъект множественного числа.
Пример непереходного глагола с приставками лица и числа: niyōli «я живу», tiyōli «ты живёшь», yōli «он/она/оно живёт», tiyōlih «мы живём», anyōlih «вы живёте», yōlih «они живут».

##### Показатели субъекта и объекта
Показатели лица одинаковы для всех времён и наклонений (с исключением в повелительном наклонении, в котором приставка будет x(i)-), но показатель множественного числа в глаголе отличается в зависимости от времени и наклонения.
| Субъект              | Показатель                   | Примечания                          | Примеры                                                 |
| -------------------- | ---------------------------- | ----------------------------------- | ------------------------------------------------------- |
| 1 л. ед. ч.          | ni-                          | n- перед гласным                    | nicuīca «я пою», nēhua «я отправляюсь»                  |
| 2 л ед. ч.           | ti-                          | t- перед гласным                    | ticuīca «ты поёшь», tēhua «ты отправляешься»            |
| 3 л. ед. ч.          | Ø-                           | Всегда нулевой                      | cuīca «он/она/оно поёт», ēhua «он/она/оно отправляется» |
| 1 л. мн. ч.          | ti-                          | t- перед гласным                    | ticuīcah «мы поём», tēhuah «мы отправляемся»            |
| 2 л. мн. ч.          | an-                          | am- перед гласным, m или p          | ancuīcah «вы поёте», amēhuah «вы отправляетесь»         |
| 3 л. мн. ч.          | Ø- + суффикс множественности | Суффикс только с одушевлёнными сущ. | cuīcah «они поют», ēhuah «они отправляются»             |
| Повелительное ед .ч. | xi-                          | x- перед гласным                    | xicuīca «пой!», xēhua «отправляйся!»                    |
| повелительное мн. ч. | xi- (глагол) + -cān          | x- перед гласным                    | xicuīcacān «пойте!», xēhuacān «отправляйтесь!»          |

Объект переходных глаголов помечается приставкой, стоящей после показателя субъекта, но перед основой:
| Объект                        | Показатель              | Примечания                                         | Примеры                                                                          |
| ----------------------------- | ----------------------- | -------------------------------------------------- | -------------------------------------------------------------------------------- |
| 1 л. ед. ч.                   | -nēch-, «меня»          |                                                    | tinēchitta «ты видишь меня», nēchitta «он/она/оно видит меня»                    |
| 2 л. ед .ч.                   | -mitz-, «тебя»          |                                                    | nimitzitta «я вижу тебя», mitzitta «он/она/оно видит тебя»                       |
| 3 л. ед. ч.                   | -c-, «его, её, это»     | -qu- перед гласным, qui- перед стечением согласных | niquitta «я вижу это», quitta «он/она/оно видит его/её/это»                      |
| 1 л. мн. ч.                   | -tēch- «нас»            |                                                    | titēchitta «ты видишь нас», tēchitta «он/она/оно видит нас»                      |
| 2 л. мн. ч.                   | -amēch- «вас»           |                                                    | namēchitta «я вижу вас», amēchitta «он/она/оно видит вас»                        |
| 3 л. мн. ч.                   | -quin- «их»             | -quim- перед гласным, m или p                      | niquimitta «я вижу их», quimitta «он/она/оно видит их»                           |
| Неопределённое одушевлённое   | -tē- «кого-то»          |                                                    | nitēitta «я вижу кого-то», tēitta «он/она/оно видит кого-то»                     |
| Неопределённое неодушевлённое | -tla- «что-то»          | Заменяет следующую i-                              | nitlatta «я вижу что-то (вещи)», tlatta «он/она/оно видит что-то»                |
| 1 л. ед. ч. возвратное        | -no- «себя»             | Часто -n- перед гласным, но заменяет следующую i-  | ninotta «я вижу себя», ninotlazohtla «я люблю себя»                              |
| 1 л. мн. ч. возвратное        | -to- «себя, друг друга» | Часто -t- перед гласным, но заменяет следующую i-  | titottah «мы видим себя, друг друга», titotlazohtlah «мы любим себя, друг друга» |
| не 1 л. возвратное            | -mo- «себя»             | Часто -m- перед гласным, но заменяет следующую i-  | motta «он/она/оно видит себя», mottah «они видят себя, друг друга»               |

Показатель объекта у переходного глагола обязателен. Если объект неизвестен или имеется в виду «вещи/люди в общем», могут использоваться неопределённые приставки. Сравните niccua «я ем это (что-то определённое)» с nitlacua «я ем».
Суффиксы множественного числа никогда не помечают объект множественного числа, только субъект множественного числа.
Таким образом, глагол в классическом науатль имеет следующее строение:
- Приставка субъекта + приставка объекта + основа глагола + число субъекта (пример: ti-quim-itta-h, «мы — их — видеть — множественное число», «мы видим их»).